# Geren Cuo
Geren Cuo (kinesiska: 格仁错) är en sjö i Kina. Den ligger i den autonoma regionen Tibet, i den sydvästra delen av landet, omkring 320 kilometer nordväst om regionhuvudstaden Lhasa. Geren Cuo ligger 4 649 meter över havet. Arean är 479 kvadratkilometer. Den sträcker sig 39,9 kilometer i nord-sydlig riktning, och 51,2 kilometer i öst-västlig riktning.
Genomsnittlig årsnederbörd är 529 millimeter. Den regnigaste månaden är juli, med i genomsnitt 177 mm nederbörd, och den torraste är december, med 3 mm nederbörd.